# اروسویت ایرلاینز
اروسویت ایرلاینز (اوکراینی: Приватне акціонерне товариство «Авіакомпанія АероСвіт») شرکت هواپیمایی اوکراینی است، که در سال ۱۹۹۴ تأسیس شد.